# Přehrada náčelníka Josefa
Přehrada náčelníka Josefa (Chief Joseph Dam) je betonová gravitační přehrada na řece Columbii, která se nachází 2,4 kilometru proti proudu od města Bridgeport v americkém státě Washington. Byla založena pod jménem Foster Creek Dam and Powerhouse pro výrobu elektřiny a zavlažování Zákonem o řekách a přístavech z roku 1946. Novela zákona z roku 1948 přejmenovala přehradu po náčelníku Josefovi z kmene Nez Perků, který strávil své poslední roky ve vyhnanství v Colvillské indiánské rezervaci. Stejně jako nedaleká přehrada Grand Coulee, i tato přehrada kvůli nedostatku rybích přechodů zabraňuje lososům v migraci na horní tok řeky Columbie.
Stavba přehrady začala v roce 1949 a byla dokončena v roce 1955. V roce 1958 k ní byl dostavěn generátor. Jedenáct dalších turbín bylo přidáno mezi lety 1973 a 1979, což zvedlo hladinu jezera o tři metry a kapacitu na 2 620 megawatt, čímž se přehrada stala druhým největším hydroelektrickým výrobcem ve Spojených státech.
Přehrada se nachází 877 kilometrů od ústí řeky Columbie do oceánu u oregonského města Astoria. Provozuje ji místní jednotka Sboru techniků armády Spojených států amerických a elektřinu prodává společnost Bonneville Power Administration.

## Typ
Jedná se o přehradu v režimu toku řeky, což znemožňuje vodní nádrži nad přehradou skladovat velké množství vody. Voda tekoucí od přehrady Grand Coulee přes přehradu náčelníka Josefa, musí být předána stejnou rychlostí k Wellsově přehradě. Nachází se zde 27 hlavních generátorů a hydraulická kapacita činí 6 030 m³/s.
Pokud se k přehradě dostane více vody, než jaká je její kapacita, otevřou se stavidla, kterými proteče nadbytečná voda. Průměrný roční průtok ale činí 3 058 m³/s a řeka jen zřídkakdy překročí kapacitu přehrady, takže otevření stavidel bývá neobvyklé.

## Vodní nádrž
Vodní nádrž nad přehradou nese název Rufus Woods Lake a má délku až 82 kilometrů proti proudu řeky. Vodní nádrž se nachází v Bridgeportském státním parku.